# Georg Penker
Georg Penker (* 27. März 1926 in Nandlstadt; † 15. März 2023 in Neuss) war ein deutscher Landschaftsarchitekt und Autor.

## Werke

### Bauten
- 1957: Umgestaltung des Geländes der Reichsausstellung Schaffendes Volk zum Nordpark Düsseldorf, unter Leitung des Düsseldorfer Gartenamtsdirektors Ulrich Wolf
- 1958: Kakteen- und Sommerblumengarten im Nordpark Düsseldorf
- 1963–1965: Hauptfriedhof der Stadt Witten, Pferdebachstraße
- 1964–1970: Außenanlagen der Heinrich-Heine-Universität Düsseldorf
- 1965–1972: Außenanlagen der Ruhr-Universität Bochum
- 1973–1976: Fußgängerzone Viersen
- 1971/1972: Außenanlagen der Regattastrecke Oberschleißheim für die Olympischen Sommerspiele 1972 in München.[1]
- 1978–81: Außenanlagen des „Felsengarten“ der Stadthalle Hagen.
- 1975–1979: Außenanlagen am Sprengel Museum Hannover (1. Bauabschnitt)[2]
- Bundesgartenschau von 1985 (BUGA 1985)
- 1999: Freithof in Neuss

### Schriften
- Freizeit, die ich meine, hrsg. von der Stadt Porz am Rhein, Amt für Öffentlichkeitsarbeit, 1973
- Stadtentwicklungsplanung Meerbusch / Landschaftsplan, unter Mitarbeit von Hauke Martens, hrsg. von der Stadt Meerbusch, 1974
- Im Dialog mit der Natur / Landschaftsarchitektur seit 1960 / Georg Penker, Wienand, Köln 1997, ISBN 3-87909-570-1